# Grammatichetta vaticana

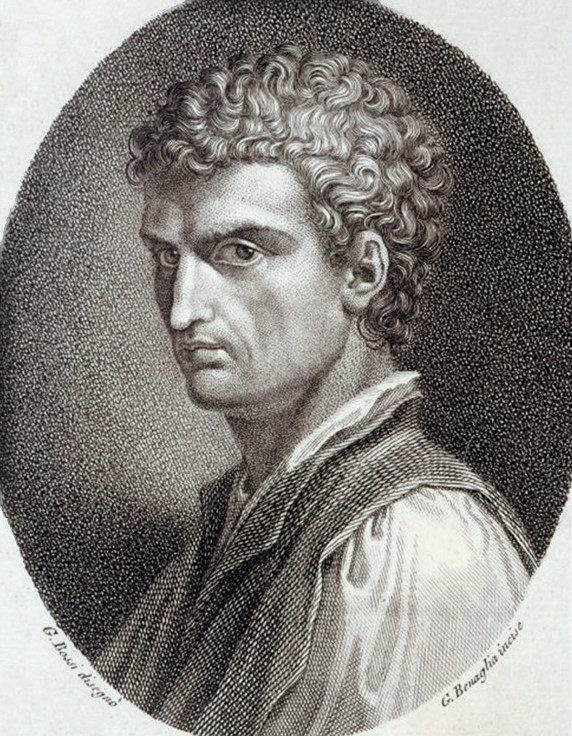
Leon Battista Alberti

La Grammatichetta vaticana è un'opera di grammatica e di linguistica scritta da Leon Battista Alberti tra il 1438 e il 1441. È considerata come il primo, grande sforzo da parte dell'umanesimo di riconoscere e dare dignità alla lingua volgare, equiparandola a quella latina e alla greca antica.

## Contesto
Il contesto storico-culturale in cui l'opera fu scritta era quello dell'umanesimo classicista di stampo fiorentino. Fondato da Petrarca e da Boccaccio, l'eredità di tale movimento, che si presupponeva lo scopo di indagare la realtà e la dimensione antropologica partendo dalla grande tradizione della letteratura latina e greca, fu raccolta a Firenze da Coluccio Salutati prima, e da Leonardo Bruni, Poggio Bracciolini e Niccolò Niccoli poi. Leon Battista Alberti, benché fosse anche lui fiorentino, crebbe in un ambiente cosmopolita a causa del bando che aveva gravato per decenni sulla sua famiglia e non si concentrò soltanto sulla letteratura, ma anche sull'architettura, sulla pittura e sulla filosofia pratica in generale. 

## Opera

### Titolo
Il titolo corretto dell'opera, redatta tra il 1438 ed il 1441, sarebbe Grammatica della lingua toscana, anche se il titolo di Grammatichetta vaticana è quello con cui l'opera è maggiormente conosciuta. Il nome deriva dal fatto che il libello, di appena 16 carte, è conservato in una copia del 1508 in un codice in ottavo della Biblioteca vaticana appartenuto a Pietro Bembo. Lo scritto non ha epigrafe, pertanto il titolo è stato assegnato in seguito: fu riscoperto infatti nel 1850 e dato alle stampe solo nel 1908.

### Scopo
Tra gli interessi eclettici dell'Alberti vi fu anche la linguistica ed è su questo punto che si scontrò con gli altri umanisti a lui coevi: anche il volgare ha una sua dignità linguistica e letteraria al pari di quella latina. Come afferma Claudio Marazzini «la Grammatichetta vaticana nasce da una sorta di sfida: dimostrare che anche il volgare ha una sua struttura grammaticale ordinata, come ce l'ha il latino». 

### Struttura dell'opera
Presentandosi come un saggio, un piccolo manuale (da qui grammatichetta) di appena 16 pagine, l'opera prevede l'analisi della lingua toscana viva del XV secolo. Al contrario delle grammatiche e degli esperimenti più letterari di Pietro Bembo e di Giovanni Francesco Fortunio, che si basano sull'analisi di modelli letterari del passato, nel tentativo di cristallizzarli in un'opera di codificazione più stilistica che linguistica, l'Alberti si concentra esclusivamente sulla lingua viva: ciò ne è testimoniato dall'uso dell'articolo el al posto di il (usato quest'ultimo nel XVI secolo) o dalla desinenza verbale -o anziché -a per l'indicativo imperfetto.

### L'eredità
Benché la proposta dell'Alberti non ebbe immediatamente successo (tanto che fu bocciata al Certame coronario del 1440 per l'opposizione dell'intellighenzia medicea), l'eredità della Grammatichetta fu enorme in quanto, a partire dagli anni '70 del XV secolo, vi fu una grande rinascenza del volgare da parte di Lorenzo de' Medici, di Agnolo Poliziano, di Matteo Maria Boiardo e da parte dell'umanesimo in generale, non più monolinguista in chiave classicista ma bilinguista in chiave classicista e volgare.